# NGC 3800
NGC 3800 é uma galáxia espiral barrada (SBb/P) localizada na direcção da constelação de Leo. Possui uma declinação de +15° 20' 32" e uma ascensão recta de 11 horas, 40 minutos e 13,3 segundos.
A galáxia NGC 3800 foi descoberta em 8 de Abril de 1784 por William Herschel.